# Chen Guangcheng

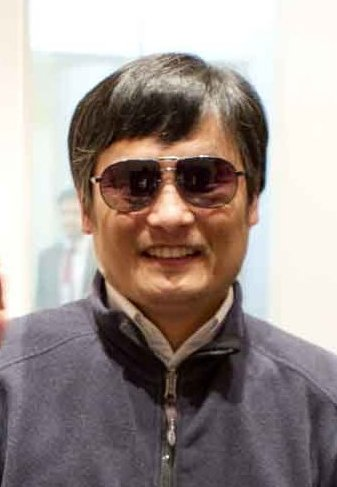
Chen Guangcheng in der Botschaft der Vereinigten Staaten in Peking, 1. Mai 2012.

Chen Guangcheng (chinesisch 陳光誠 / 陈光诚, Pinyin Chén Guāngchéng; * 12. November 1971) ist ein seit seiner Kindheit blinder chinesischer Dissident und Menschenrechtsaktivist.

## Engagement
Chen Guangcheng, der sich autodidaktisch juristisches Fachwissen aneignete, wurde vor allem durch sein Engagement gegen die Ein-Kind-Politik der Volksrepublik China bekannt. Er beriet Dorfbewohner seiner Provinz Shandong juristisch, die sich gegen Zwangssterilisationen und Zwangsabtreibungen wehren wollten. Das Time-Magazin führte Chen 2006 auf seiner Liste der 100 einflussreichsten Menschen, unter der Kategorie „Heroes and Pioneers“. 2007 wurde Chen für seinen Einsatz mit dem Ramon-Magsaysay-Preis ausgezeichnet. Seine Frau wollte den Preis auf den Philippinen in Empfang nehmen, wurde jedoch auf dem Flughafen Peking von der Polizei an ihrer Reise gehindert. Für das Schicksal Chen Guangchengs setzen sich sowohl Human Rights Watch als auch Amnesty International ein.

## Inhaftierung und Prozess
Seit dem 6. September 2005 stand Chen Guangcheng unter Hausarrest. Er wurde im März 2006 zusammen mit seinem Cousin Chen Guangyu und einem Nachbarn von der Polizei festgenommen und offiziell im Juni 2006 als verhaftet gemeldet. Am 18. August 2006 wurde seine Sache vor dem Volksgericht in Yinan verhandelt. Sowohl seine Frau als auch seine zwei Anwälte wurden an der Teilnahme bei der Verhandlung gehindert. Er wurde zu vier Jahren und drei Monaten Haft verurteilt. Eine Berufung beim Berufungsgericht in Linyi im Oktober desselben Jahres erbrachte zwar eine Aufhebung des Urteils auf Grund von Verfahrensfehlern. Bei der zweiten, ebenfalls unfairen Verhandlung, wieder in Yinan, wurde dasselbe Urteil jedoch erneut ausgesprochen. Das Berufungsgericht in Linyi bestätigte dann am 12. Januar 2007 das Urteil endgültig.
Chens Frau Yuan Weijing berichtete, dass ihr Mann im Juni 2007 von Mithäftlingen zusammengeschlagen worden sein soll, da er sich weigerte, sich den Kopf kahl scheren zu lassen. Daraufhin trat er aus Protest in den Hungerstreik.
Ein Journalistenteam der ARD wurde im Januar 2008 bei einem Besuch der Frau Chen Guangchengs von Zivilpolizisten bedroht und am Besuch Chens im Gefängnis gehindert.

## Entlassung und Hausarrest
Im September 2010 wurde Chen nach Ablauf seiner mehr als vierjährigen Gefängnisstrafe entlassen. Er kehrte in sein Dorf Dongshigu zurück. Menschenrechtsgruppen berichteten, dass Chen unter strenger Beobachtung und praktisch unter Hausarrest stehe. Bei seinem Haus wurden Überwachungskameras installiert. Chen war nach der Haft geistig in guter Verfassung, jedoch körperlich schwach. Seit Juli 2008 leidet er unter einer chronischen Magen-Darm-Entzündung, die im Gefängnis nicht angemessen medizinisch behandelt wurde.
Anfang 2011 gelang es Chen, ein Video, in dem er mit Hilfe seiner Frau die Bedingungen seines Hausarrests und die ständige Überwachung durch Geheimpolizisten dokumentiert hatte, ins Ausland zu überspielen, wo es veröffentlicht wurde. Als Reaktion darauf wurde er von Mitarbeitern chinesischer Sicherheitsdienste krankenhausreif geschlagen.

## Flucht und Ausreise in die Vereinigten Staaten
Im April 2012 gelang Chen Guangcheng die Flucht aus dem Hausarrest.
Seine Familie wurde während seines Hausarrests misshandelt.
Vermutungen, Chen sei in die US-Botschaft geflohen, wurden zunächst von amerikanischen Diplomaten nicht bestätigt. Die chinesische Bürgerrechtlerin He Peirong teilte mit, sie habe geholfen, Chen „an einen relativ sicheren Ort“ zu bringen.
Später wurde sie selbst festgenommen, ihre Blogs wurden gelöscht.
Anfang Mai wurde bekannt, dass Chen sich in der US-amerikanischen Botschaft in Peking versteckt gehalten hatte.
Wegen seines Einsatzes gegen ungewollte Abtreibungen in China wurde Chen Guangcheng von konservativen Teilen der amerikanischen Politik um Chris Smith zur Ikone ihres Kampfes gegen Abtreibungen stilisiert. In diesem Zusammenhang übten sie Druck auf die US-Außenpolitik aus, um eine Unterstützung Chens durch die USA zu erwirken.
Chen verließ die US-Botschaft nach sechs Tagen, laut der amtlichen chinesischen Nachrichtenagentur Xinhua aus „eigenem Willen“, um in eine medizinische Einrichtung in der Hauptstadt gebracht zu werden. Nachdem ihm die Führung in Peking freigestellt hatte, einen Antrag für ein Studium im Ausland zu stellen, gab das US-amerikanische Außenministerium bekannt, dass Chen ein Stipendium einer amerikanischen Universität erhalten habe. Dieses berechtige auch die Ausreise von seiner Ehefrau und seinen Kindern. Sobald Chen von den chinesischen Behörden einen Pass erhalten habe, werde ihm die US-amerikanische Botschaft „zügig“ Reisedokumente ausstellen.
Nachdem ihm die Behörden die Ausreise überraschend gestattet hatten, konnten er und seine Familie am 19. Mai 2012 von Peking aus China verlassen und einen Flug nach New York nehmen.
Ein Fluchthelfer, der Aktivist Guo Yushan, wurde im September 2014, während der anhaltenden Proteste in Hongkong, auf dem chinesischen Festland festgenommen.